# Scaphoidula omani
Scaphoidula omani är en insektsart som beskrevs av Keti Maria Rocha Zanol 1988. Scaphoidula omani ingår i släktet Scaphoidula och familjen dvärgstritar. Inga underarter finns listade i Catalogue of Life.